# رناتو بوسو
رناتو بوسو (انگلیسی: Renato Buso؛ زادهٔ ۱۹ دسامبر ۱۹۶۹) یک بازیکن و سرمربی فوتبال اهل ایتالیا است.
از باشگاه‌هایی که در آن بازی کرده‌است می‌توان به فیورنتینا، اسپزیا کالچو، یوونتوس، سمپدوریا، ناپولی، لاتزیو، پیاچنزا و کالیاری اشاره کرد.